# Saison 2005-2006 des Diables rouges de Briançon
Autres saisons
Saison précédente Saison suivante
Les Diables rouges de Briançon disputent la saison 2005-2006 au sein de la Ligue Magnus, l'élite du hockey sur glace français.

## La saison régulière

### Contexte
Les Diables rouges restent sur une très belle saison 2004-2005 conclue lors d'une défaite en quarts de finale de play-offs de Ligue Magnus face aux futurs vainqueurs, les Scorpions de Mulhouse. L'équipe entrainée par Luciano Basile réalise un beau parcours en Coupe de France. Elle s'incline dans les derniers instants de la rencontre face aux Dragons de Rouen. L'intersaison est marquée par un renouvellement massif de l'effectif. Avec un resserrement du budget, Basile mise sur un effectif composé de plus de joueurs étrangers mais de moindre qualité et de la promotion de jeunes briançonnais.

### Les transferts
Arrivées et prolongations
Jean-François Jodoin est promu capitaine.
Martin Filip ressigne et est rejoint par son ami Jiří Hubáček en provenance du HC Settequerce en Serie B.
Les défenseurs Valdemar Pelikovsky et Chris Lyness débarquent à Briançon tout comme l'attaquant Rob Millar en provenance de Tours où il termine meilleur pointeur des derniers playoffs de Ligue Magnus.
Edo Terglav fait venir le jeune arrière Jakob Milovanovič après que les défenseurs Tim Donnelly et Lukas Frank n'ont pas été retenus à l'issue des premiers matchs amicaux. Luciano Basile va donc chercher fin août le défenseur Miroslav Dvorak qu'il avait connu en Allemagne. Mickaël Pérez est de retour après un an passé à Gap. Lionel Orsolini,  Gary Lévêque, Emmanuel Giusti, Yannick Maillot, Arnaud Blanchard, Sébastien Rohat restent au club. Pour sa deuxième saison au club, le gardien de but Frédérik Beaubien est secondé par le jeune italien Michel Favre. Le centre suédois Anders Dahlin arrive en provenance de Bergen et le massif slovaque, parlant français Tomas Baluch de l'Université de Moncton au Québec.
Départs
Le capitaine Éric Blais met un terme à sa carrière tout comme le défenseur offensif Jasmin Gélinas. L'intersaison est mouvementée avec le départ du meilleur buteur de l'équipe Julien Desrosiers à Rouen. Mark Rycroft retourne aux Blues de Saint-Louis en Ligue nationale de hockey. En défense Tomas Kramny, Michal Divisek, Nicolas Pousset à Amiens, Olivier Vandecandelaere quittent le club au même titre que les attaquants Cyril Trabichet à Morzine-Avoriaz et Cédric Boldron à Caen.
Jokers médicaux
En cours de saison, la blessure de Tomas Baluch provoque l'arrivée de l'ailier américain Justin Kinnunen qui peut également jouer en défense.
Gary Lévèque, blessé au genou est remplacé par le slovaque Miroslav Mosnár, qui a participé aux Jeux olympiques d'hiver de 1998.

## Composition de l'équipe
Les Diables rouges 2005-2006 sont entraînés par Luciano Basile et le président est Alain Bayrou.
Les statistiques des joueurs en saison régulière de Ligue Magnus sont listés dans le tableau ci-dessous. En ce qui concerne les  buts marqués, les totaux marqués dans cette section ne comprennent pas les buts des séances de tir de fusillade.
Nota : PJ : parties jouées, V : victoires, D : défaites, DPr : défaite en prolongation, Min : minutes jouées, Bc : buts contre, Bl : blanchissages, Moy : moyenne d'arrêt sur la saison, B : buts marqués, A : aides, Pun : minutes de pénalité.

### Gardiens de buts
| Joueur | Joueur            | PJ | V | D | DPr | Min | Bc | Bl | Moy | B | A | Pun |
| ------ | ----------------- | -- | - | - | --- | --- | -- | -- | --- | - | - | --- |
| 34     | Frédérik Beaubien | 20 | - | - | -   | -   | 44 | 3  | -   | 0 | 0 | 0   |
| 46     | Michel Favre      | 5  | - | - | -   | -   | 13 | -  | -   | 0 | 0 | 0   |
| 1      | Damien Angella    | 3  | - | - | -   | -   | 3  | -  | -   | 0 | 0 | 0   |

### Joueurs
|    | Joueur               | Poste | PJ | B  | A  | Pts | Pun | Commentaire           |
| -- | -------------------- | ----- | -- | -- | -- | --- | --- | --------------------- |
| -  | Cyril Arnaud         | D     | 17 | 0  | 0  | 0   | 0   |                       |
| -  | Dimitri Faure-Brac   | A     | 22 | 0  | 1  | 1   | 14  |                       |
| 23 | Yannick Maillot      | C     | 19 | 3  | 2  | 5   | 14  |                       |
| 25 | Gary Lévêque         | D     | 15 | 0  | 1  | 1   | 6   | Assistant Capitaine   |
| 21 | Jiří Hubáček         | A     | 26 | 6  | 5  | 11  | 6   |                       |
| 27 | Rob Millar           | AG    | 26 | 10 | 17 | 27  | 14  |                       |
| -  | Nicolas Chevalier    | A     | 17 | 0  | 0  | 0   | 0   |                       |
| 7  | Mickaël Pérez        | AG    | 26 | 13 | 11 | 24  | 4   |                       |
| 24 | Martin Filip         | C     | 26 | 11 | 35 | 46  | 38  |                       |
| 41 | Chris Lyness         | D     | 26 | 6  | 7  | 13  | 91  |                       |
| 19 | Valdemar Pelikovsky  | D     | 14 | 1  | 3  | 4   | 30  |                       |
| 86 | Jakob Milovanovič    | D     | 26 | 0  | 2  | 2   | 12  |                       |
| 14 | Justin Kinnunen      | A     | 13 | 4  | 2  | 6   | 8   |                       |
| 17 | Emmanuel Giusti      | A     | 21 | 0  | 0  | 0   | 0   |                       |
| 33 | Lionel Orsolini      | A     | 21 | 4  | 5  | 9   | 8   |                       |
| 38 | Alexandre Rouillard  | D     | 24 | 0  | 1  | 1   | 8   |                       |
| 9  | Edo Terglav          | AD    | 21 | 17 | 10 | 27  | 16  | Assistant Capitaine   |
| 5  | Jean-François Jodoin | D     | 26 | 7  | 15 | 22  | 72  | Capitaine de l'équipe |
| 85 | Sébastien Rohat      | A     | 24 | 1  | 2  | 3   | 14  |                       |
| 10 | Anders Dahlin        | C     | 23 | 2  | 7  | 9   | 12  |                       |
| 47 | Tomas Baluch         | A     | 12 | 5  | 2  | 7   | 20  |                       |
| 49 | Miroslav Mosnár      | D     | 14 | 3  | 3  | 6   | 44  |                       |
| 44 | Miroslav Dvorak      | D     | 19 | 4  | 4  | 8   | 12  |                       |
| 66 | Arnaud Blanchard     | A     | 21 | 1  | 0  | 1   | 24  |                       |

## Pré-Saison
Trophée Vertmarine à Montpellier
Classement final: 1. Rouen 2. Briançon 3. Angers 4. Montpellier

## Saison régulière
Briançon termine quatrième de la saison régulière avec 35 points pour un bilan de 16 victoires (dont une en prolongation), un nul, neuf défaites (dont deux en prolongations). Cette saison est émaillée par de nombreuses blessures. Lévèque (genou) est absent de fin octobre à mi-janvier tout comme Pelikovsky (poignet) qui loupe une bonne partie de la saison régulière. Lors de la treizième journée, Baluch blessé au genou et voit sa saison se terminer puis en février, c'est au tour de Terglav (genou également). Quant à Dahlin, il est souvent handicapé par des problèmes de dos. 

## Les séries éliminatoires

### Contexte des séries
Briançon est opposé à Dijon qui l'a battu en finale de Coupe de France. L'équipe est affectée par des problèmes de blessures et par des problèmes en interne. Le gardien titulaire Beaubien termine sa saison régulière sur une blessure, Favre est donc propulsé titulaire.

### Quart de Finale
Briançon remporte la première manche à domicile mais s'incline le lendemain aux tirs au but. Milovanovic rejoint lui aussi l'infirmerie. Le portier des ducs Hiadlovsky écœure les tentatives haut-alpines. À domicile, Dijon balaye les diables rouges, abattus physiquement et mentalement 5-0 et 5-1. Dijon remporte le quart de finale 3 victoires à 1.
| Date  | Adversaire | Score         | Buteurs des Diables Rouges                           | Gardien       |
| ----- | ---------- | ------------- | ---------------------------------------------------- | ------------- |
| 14/03 | Dijon      | 3-2           | Filip (Jodoin, Millar) Mosnar (Filip) Pérez (Jodoin) | Favre         |
| 15/08 | Dijon      | 1-2 aux t.à.b | Hubacek (Orsolini)                                   | Favre         |
| 17/03 | @ Dijon    | 5-0           | -                                                    | Favre Angella |
| 18/03 | @ Dijon    | 5-1           | Dahlin (Pelikovsky)                                  | Favre Angella |

## Coupe de France
Passé les seizièmes de finale face à Annecy, les diables rouges créent l'exploit de se qualifier à Pole Sud face à Grenoble. À deux partout à la fin des prolongations, Mosnar et Millar marquent les tirs au but vainqueurs face Cédric Dietrich. En quart de finale, Briançon ne fait qu'une bouchée des Ours de Villard-de-Lans chez eux 0-6. En demi-finale, Terglav se blesse et voit sa saison se terminer. De retour de blessure, Lévèque marque le but de la victoire et envoie son équipe en finale à Méribel. Briançon s'incline en finale face à Dijon 3-2 lors des prolongations. Rapidement menés 2-0, les diables rouges égalisent dans les dernières minutes par Millar qui a raté un tir de pénalité lors du premier tiers temps. Mais en prolongations, Rousselin crucifie Briançon alors que son équipe évolue en infériorité numérique. Dijon remporte la Coupe 3-2.
| Date  | Adversaire        | Score           | Buteurs des Diables Rouges | Gardien        |
| ----- | ----------------- | --------------- | --- | -------------- |
| 25/10 | Annecy            | 6-1             | Dahlin (Millar, Lyness) Jodoin (Blanchard) Filip (Terglav, Pelikovsky) Pelikovsky (Hubacek) Pérez (Milovanovic) Baluch (Jodoin, Filip) | Beaubien Favre |
| 22/11 | @ Grenoble        | 2-2 1 à 2 t.à.b | Dvorak Hubacek (Milovanovic, Millar) Tirs au but : Millar Mosnar                                                                       | Beaubien       |
| 06/12 | @ Villard-de-Lans | 0-6             | Millar (Lyness, Filip) Lyness Terglav (Filip) Jodoin (Mosnar) Hubacek (Lyness, Millar) Jodoin (Faure-Brac, Chevalier)                  | Beaubien       |
| 31/01 | Angers            | 3-2 a.p.        | Pérez (Filip) Mosnar (Jodoin, Pérez) Lévêque (Filip)                                                                                   | Beaubien       |
| 28/02 | Dijon             | 2-3 a.p.        | Kinnunen (Dahlin) Millar (Lyness) | Beaubien       |